# Heurelho Gomes
Heurelho da Silva Gomes (* 15. února 1981, João Pinheiro, Brazílie) je brazilský fotbalový brankář a bývalý reprezentant, od roku 2014 působí v klubu Watford FC.

## Klubová kariéra
- Democrata Futebol Clube (mládež)
- Cruzeiro Esporte Clube (mládež)
- Cruzeiro Esporte Clube 2002–2004
- PSV Eindhoven 2004–2008
- Tottenham Hotspur FC 2008–2014
- →  TSG 1899 Hoffenheim (hostování) 2013
- Watford FC 2014–

## Reprezentační kariéra
Gomes odchytal 14 zápasů za brazilskou reprezentaci do 23 let.
Celkově za brazilský národní výběr odchytal 11 zápasů. Zúčastnil se ZP 2003 v Mexiku a USA, KP 2005 v Německu, KP 2009 v Jihoafrické republice a MS 2010 v témže místě.